# Anhalt-Dessau
Anhalt-Dessau fue un principado y más tarde ducado en Alemania. Fue creado en 1396 tras la partición del principado de Anhalt-Zerbst. La capital del estado fue la ciudad de Dessau.
Anhalt-Dessau experimentó a lo largo de su historia una serie de particiones, la primera al crearse Anhalt-Köthen en 1471. El principado se dividió por segunda vez en 1544 con Anhalt-Plötzkau. Desde 1561 hasta 1603 Anhalt-Dessau estuvo bajo el dominio del príncipe de Anhalt-Zerbst, luego de este año recuperó su independencia, siendo elevado a la categoría de ducado en 1807.
Al morir el último Duque de Anhalt-Bernburg en 1863, todas las tierras de Anhalt pasaron a manos del Duque de Anhalt-Dessau, que luego tomó el nuevo título de Duque de Anhalt del recién creado ducado de Anhalt.

## Territorio y población

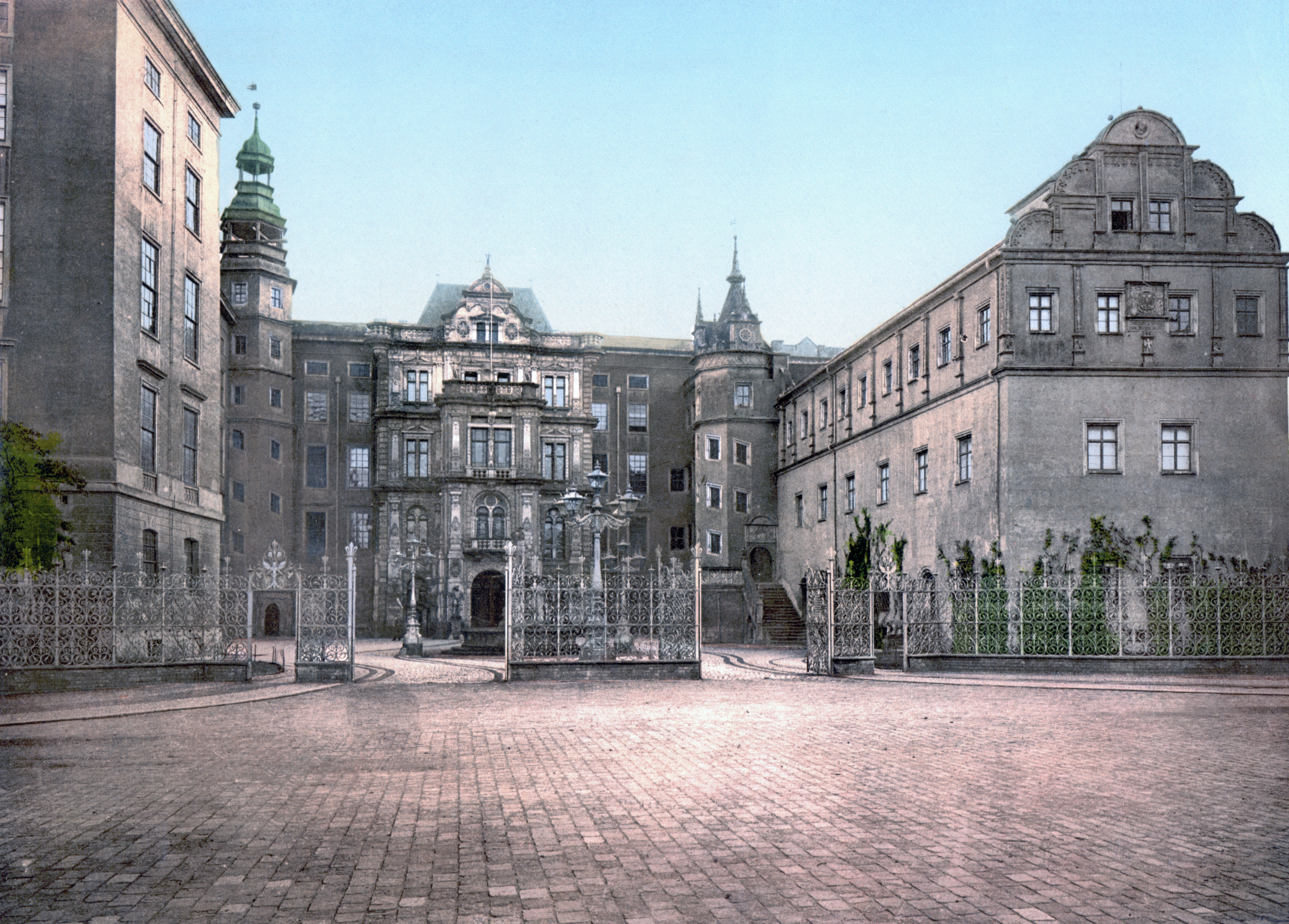
El palacio de Dessau en 1900.

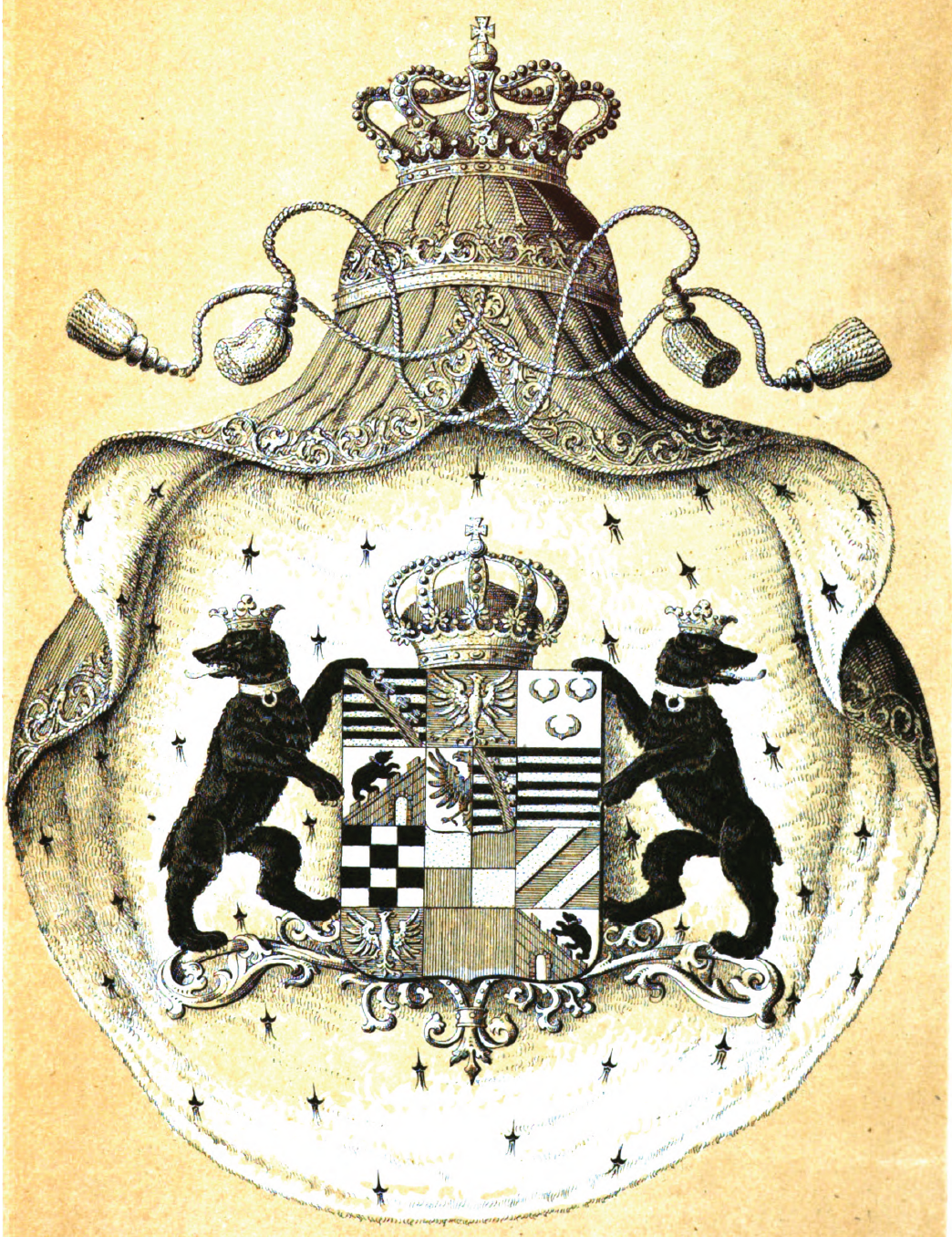
Escudo de armas de Anhalt-Dessau-Köthen.

- La extensión máxima del principado fue de 424,59 km².
- Contaba con una población aproximada de 85.573 habitantes.

## Religión y sociedad
La religión oficial (del Estado) fue el luteranismo, siendo la Iglesia predominante la Evangélica-Luterana, aunque una minoría de la población profesaba el catolicismo.

## Príncipes de Anhalt-Dessau 1396-1561
La siguiente es la lista de Gobernantes del Principado y luego Ducado de Anhalt-Dessau, los cuales pertenecieron en su totalidad a la Casa de Ascania:
- Segismundo I, 1396-1405
- Valdemar IV, 1405-1417 (corregente)
- Segismundo II, 1405-1452 (corregente)
- Alberto V, 1405-1469 (corregente)
- Jorge I, 1405-1474 (reunió las líneas de Anhalt-Dessau y Anhalt-Zerbst)
- Ernesto I, 1474-1516 (reunió las líneas anteriores con la de Anhalt-Plötzkau)
- Jorge II, 1474-1509 (corregente)
- Segismundo III, 1474-1487 (corregente)
- Rodolfo IV, 1474-1510 (corregente)
- Juan V, 1516-1544 (corregente)
- Jorge III, 1516-1544 (corregente)
- Joaquín I, 1516-1561

Bajo el gobierno del Principado de Anhalt-Zerbst 1561-1603

## Príncipes de Anhalt-Dessau 1603-1807
- Juan Jorge I, 1603-1618 (dividió las líneas de Anhalt-Dessau, Anhalt-Bernburg, Anhalt-Köthen, Anhalt-Plötzkau y Anhalt-Zerbst)
- Juan Casimiro, 1618-1660
- Juan Jorge II, 1660-1693 
  - Enriqueta Catalina de Orange-Nassau regente 1693-1697
- Leopoldo I de Anhalt-Dessau, 1693-1747
- Leopoldo II, 1747-1751 
  - Dietrich (Teodorico) de Anhalt-Dessau, regente entre 1751-1758 de su sobrino Leopoldo III
- Leopoldo III, 1751-1807

Elevado a ducado en 1807.

## Duques de Anhalt-Dessau 1807-1863
- Leopoldo III, 1807-1817
- Leopoldo IV, 1817-1863

En 1863 se une con Anhalt-Bernburg para crear el ducado de Anhalt.